# Avalanche
Cet article concerne un écoulement de neige sur une pente. Pour les autres significations, voir Avalanche (homonymie).
Une avalanche () de neige est une masse de neige qui se détache puis dévale un versant de montagne, sous l'effet de la pesanteur. Ce phénomène physique démarre à la suite d'une rupture d'équilibre dans le manteau neigeux sommital et se poursuit par un mouvement rapide sur une forte pente d'une grande quantité de neige, parfois accompagnée de glace ou de débris végétaux et plus rarement de rocher ou de terre.
Une avalanche de neige est aussi un aléa naturel qui constitue l'un des risques naturels majeurs de la montagne. L'évaluation de son danger passe par l'estimation de son déclenchement, de son écoulement, de son impact dans un lieu donné à un instant donné. La survenue de l'avalanche est toujours brutale. Ses capacités d'enfouissement et de destruction sont très importantes. Elles résultent de sa fluidité, de sa cohésion, de son potentiel à déplacer d'énormes masses de neige à des vitesses parfois élevées.
L'effet d'une avalanche s'établit surtout vis-à-vis des dommages qu'elle engendre aux personnes (les victimes), aux biens et à l'environnement (exemple : la forêt). Les avalanches sont endémiques de toute chaîne de montagnes qui accumule un manteau neigeux. Elles sont donc nettement plus fréquentes durant l'hiver et le printemps, mais les mouvements de glacier peuvent causer des avalanches de neige et de glace mêlées à toute période de l'année.
Les avalanches se distinguent selon leur mécanisme de déclenchement, leur qualité de neige, leur taille, leur dynamique, leur potentiel destructeur.
Des méthodes et des techniques de prévention et de protection permettent de mieux gérer et de réduire le risque avalancheux, mais pas de l'annuler.

## Caractéristiques / Typologie / Classification

### Caractéristiques générales
Une avalanche de neige correspond d'abord à un phénomène physique,, :
1. la masse de neige[4],[5] qui se détache[6] puis dévale un versant[7] de montagne sous l'effet de son propre poids[8] ou,
2. le mouvement[9] rapide[10] sur la pente d'un volume de neige[11], à la suite d'une rupture d'équilibre[8],[12],[13] dans le manteau neigeux initial, sous l'effet de la gravité[14],

avec notamment les caractéristiques suivantes :
- la neige (= le matériau : sa quantité (épaisseur, superficie, masse / volume), sa qualité (type de cristal, densité, cohésion, humidité, température, stratification)) ;
- la pente[3] (au départ : maxi (pour encore permettre l'accroissement du manteau neigeux) et mini (pour que l'effet de la gravité puisse devenir supérieur à celui du frottement statique)) ;
- la pesanteur (= la force active du « moteur ») transformant, grâce à la pente, l'énergie statique de la masse de neige perchée en énergie cinétique dynamique ;
- une rupture (= le démarreur) d'équilibre se propageant au départ dans le manteau neigeux (ex : fracture linéaire au sommet, surfacique entre 2 strates du manteau) ;
- la dynamique des fluides de l'écoulement (épaisseur ; vitesse ; frottements statique /dynamique ; densification /dilution ; granulaire sec /cohésif humide ; variations suivant l'épaisseur / la longueur ; reprise de neige ; pression ; impact), la modélisation numérique ou physique.

Une avalanche de neige est aussi un aléa,, : la possibilité qu'une telle menace se réalise dans un lieu donné à un instant donné. Cette évaluation du danger concrétise alors un des risques naturels avec :
- la prévision nivo-météorologique, dont l'échelle de risque avalanche et l'instabilité du manteau neigeux (couche fragile) ;
- la situation géographique (massif montagneux, exposition, altitude, pentes, ruptures de pente, surfaces concernées, dénivelée, sinuosité, rugosité, végétation…) et les éléments historiques (témoignages, archives, photos, statistiques) ;
- les systèmes de vigilance météorologique, d'alerte aux populations, d'aide à la décision (pour le skieur (randonneur, hors-pistes), le pisteur-secouriste, le maire…) ;
- la protection paravalanche[17], la prévention, la cartographie réglementaire de l'exposition au risque d'avalanche (carte de danger / d'aléa) du plan de prévention des risques.

Une avalanche de neige c'est enfin un événement, la description d'un phénomène particulier constaté, avec :
- les données temporelles (date, heure, minute, durée, fréquence), géographiques (localisation : d'où, par où, jusqu'où ?) et circonstancielles (intensité, spontané/provoqué, type d'avalanche…) ;
- les conséquences dont, surtout, les victimes (polytraumatisme, asphyxie, hypothermie, choc psychologique), et les autres dégâts matériels (habitations, infrastructures, forêt, etc) ou économiques (rupture de flux, notoriété de station, etc.) ;
- les premiers secours[18], le matériel spécifique de sécurité (DVA, pelle, sonde, ballon, etc.), les conditions et les techniques de survie ;
- les bases de données événementielles (ex : ANENA*, EPA, CLPA*, Data-Avalanche* ) ;
- la recherche d'éventuelles responsabilités.

Une triboluminescence a pu être photographiée lors d'une avalanche.

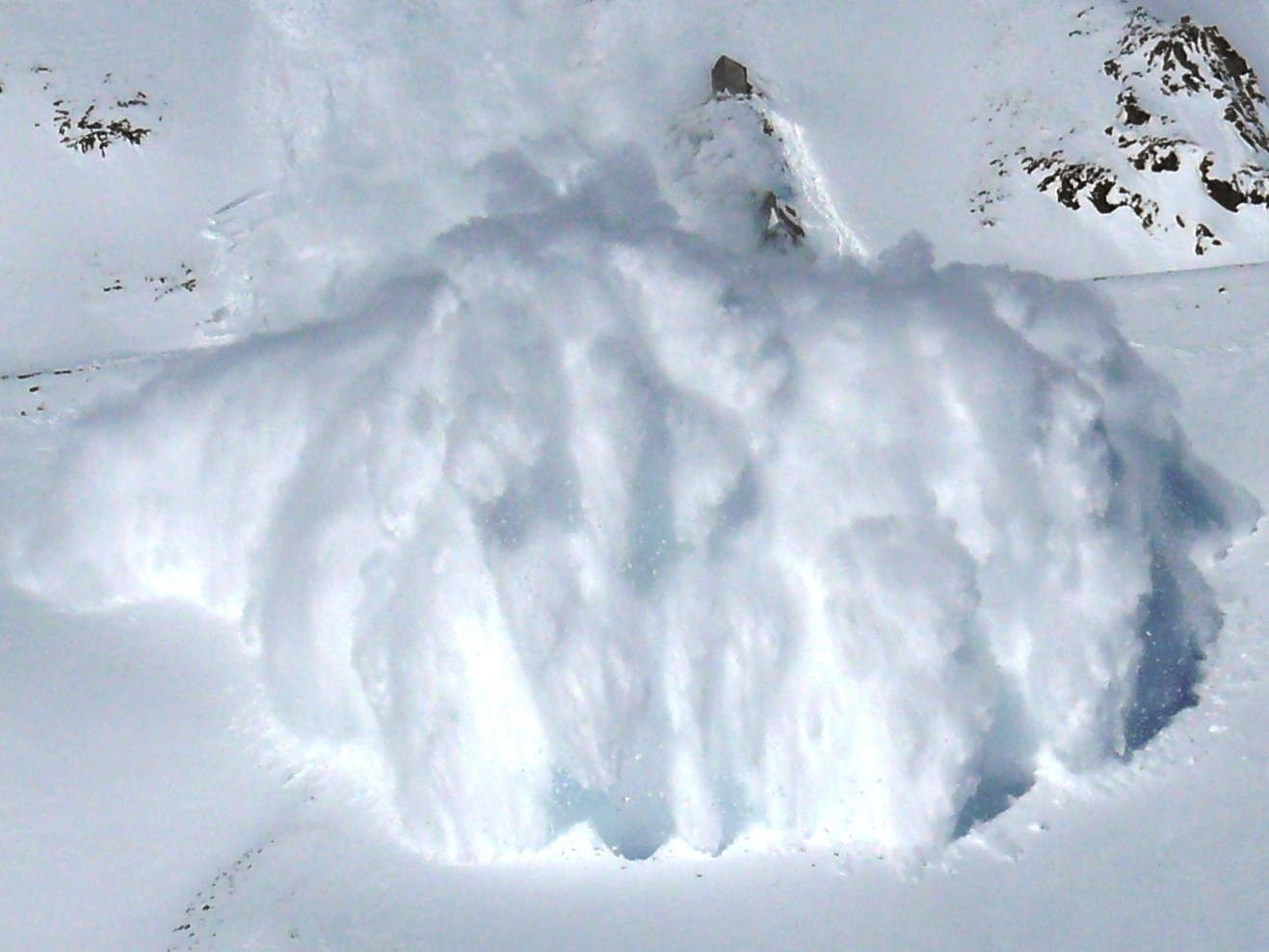
Départ d'avalanche poudreuse.
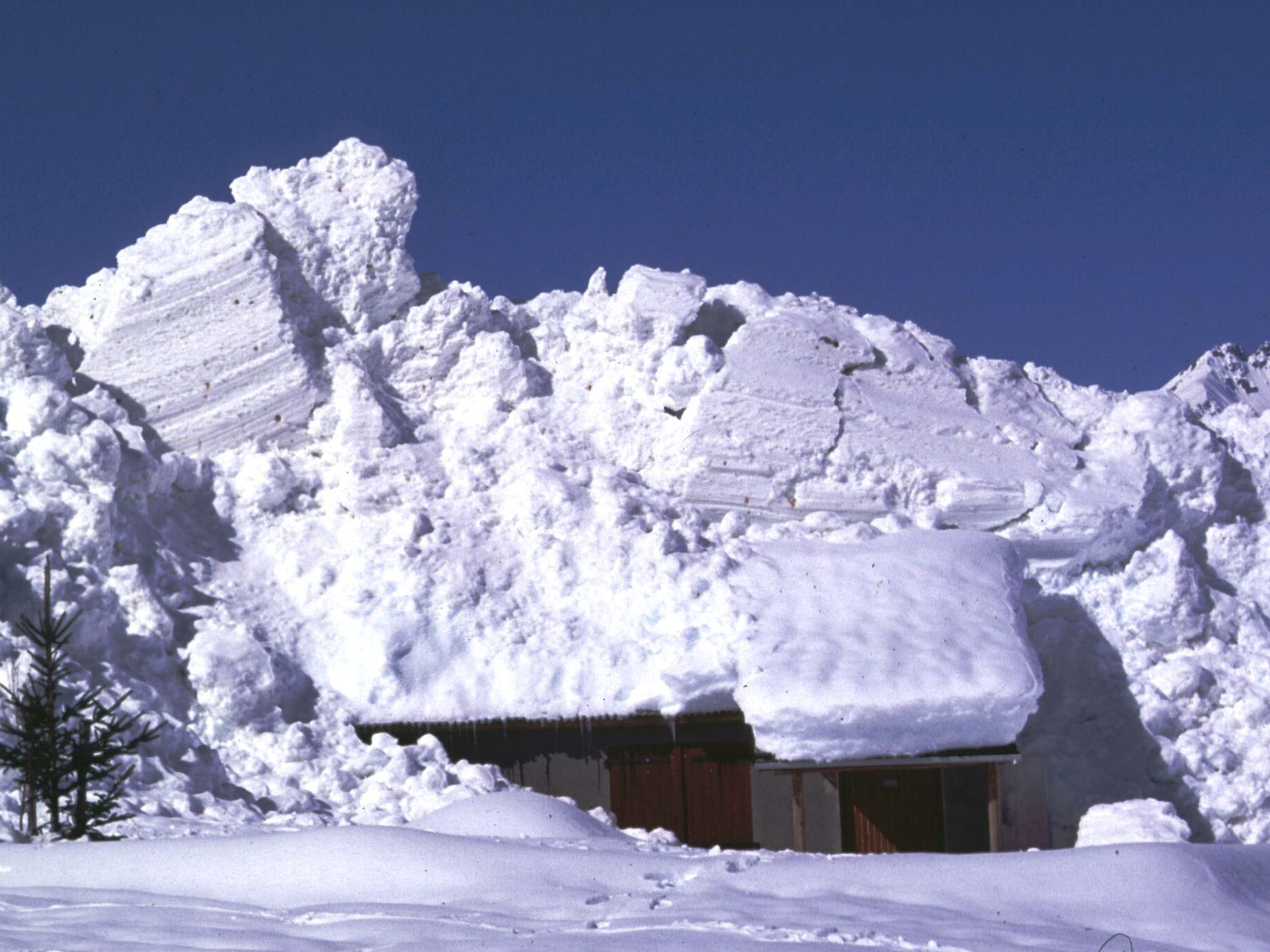
Dépôt d'avalanche coulante humide sur habitation.
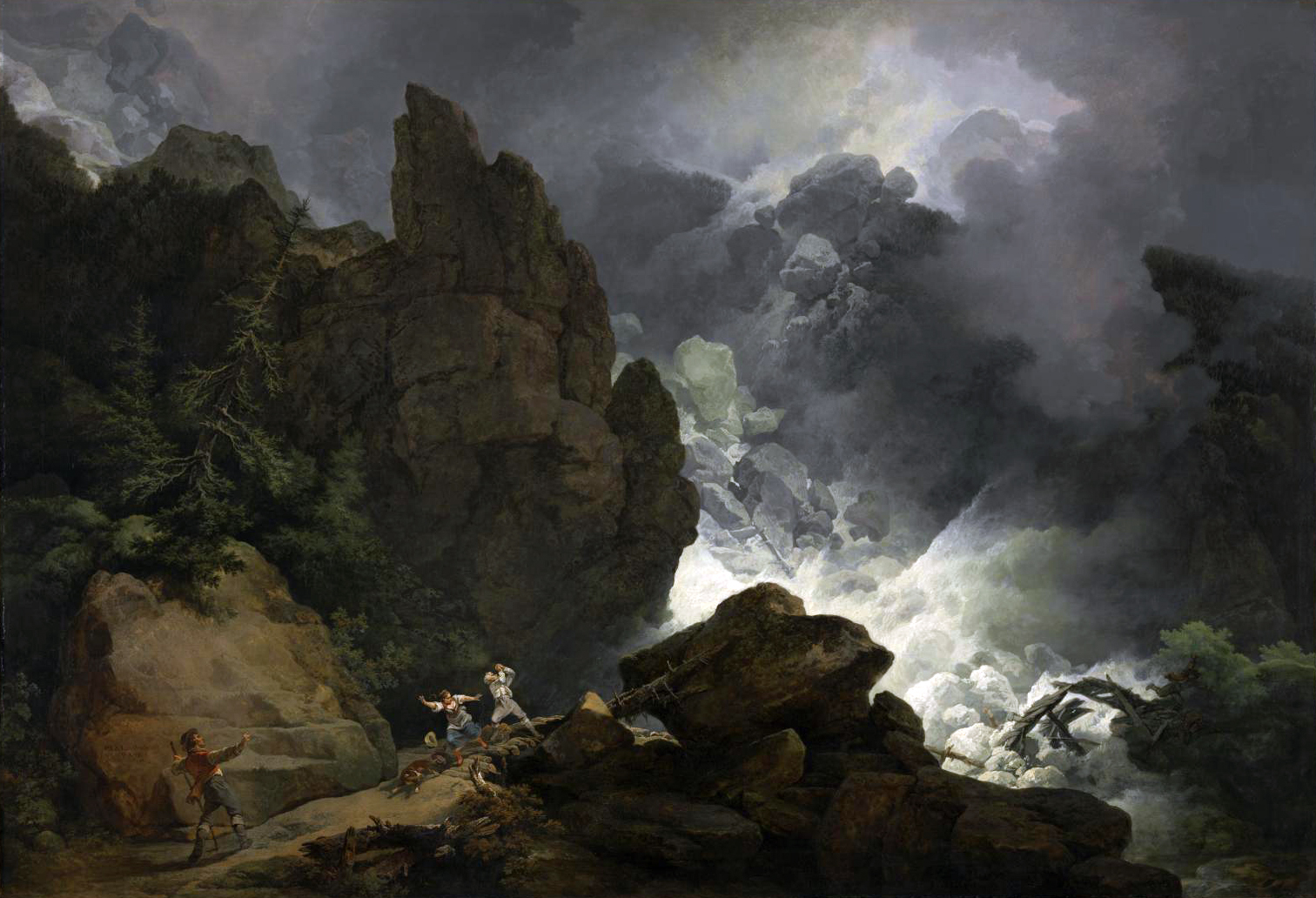
Tableau Avalanche dans les Alpes, peint en 1803 par Philippe-Jacques de Loutherbourg.

### Trois zones d'observation

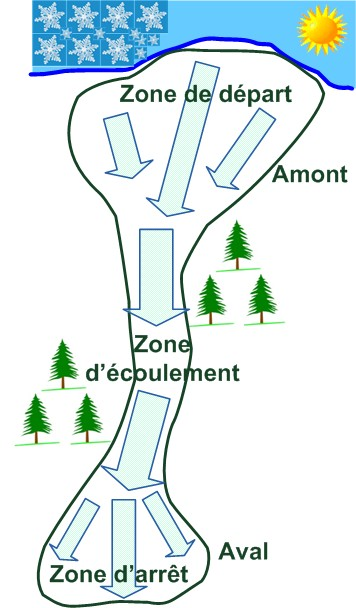
Schéma d'un site d'avalanche.

Une avalanche évolue dans un site montagnard où l’on distingue trois zones morpho-dynamiques successives :
- zone de départ / de rupture : étendue (en ha) pentue (entre 28 et 55°), souvent sous une crête, à partir de laquelle l’avalanche peut se produire, où la neige s’est préalablement accumulée (par chute(s) de neige, par transport par le vent), où la masse de neige en mouvement augmente ; les types de déclenchement y sont variés (spontané / provoqué, linéaire / ponctuel, plaque / friable) ;
- zone d’écoulement : le long d’une pente soutenue sur laquelle l’avalanche transite et se développe (dans sa géométrie, sa vitesse, son impact) ; les types d'évolution y sont diversifiés (densification / dilution (dans l'air), phase homogène / multi-couches, écoulement laminaire / turbulent, granulaire / cohésif) ;
- zone d’arrêt / de dépôt : étendue souvent peu pentue (généralement inférieure à 12-15°) ou parfois en contrepente, sur laquelle l’avalanche s’arrête et se dépose, où la masse de neige en mouvement diminue ; les types d'aspects diffèrent encore (avec boules ou lisse, avec ou sans inclusion).

Chacune de ces zones se caractérise principalement par sa superficie, ses altitudes, ses pentes (moyennes / maximales), sa dénivelée, son allure (profil en long (convexité / concavité) / en travers, digitations), ses expositions (au soleil / au vent), sa rugosité (éboulis / pelouse / forêt…), sa sinuosité. De même pour l'ensemble du site. Cette description en 3 zones est similaire à celle utilisée pour les torrents.
Une phase de mouvement de l'avalanche peut être associée à chacune de ces zones, avec le même qualificatif (exemple : phase d'arrêt).

### Tableau récapitulatif de typologie
Globalement la typologie des avalanches peut se décrire selon les critères et les qualificatifs du tableau suivant :
| Zones        | Critères                                                                          | Caractères distinctifs |
| ------------ | --------------------------------------------------------------------------------- | --- |
| de départ    | Type de déclenchement                                                             | - Déclenchement spontané : causes liées à l’évolution du manteau neigeux (avalanche spontanée) - Déclenchement provoqué : causes extérieures au manteau neigeux (avalanche provoquée) : - non humaines (corniche, sérac, animal, séisme) (avalanche provoquée naturellement) - humaines : - involontaire (avalanche provoquée accidentellement) - volontaire (avalanche provoquée artificiellement) |
| de départ    | Géométrie du départ                                                               | - Départ ponctuel : avalanche partant d'un point - Départ linéaire : avalanche partant d'une ligne : avalanche de plaque, |
| de départ    | Qualité de la neige, selon: 1. Teneur en eau liquide 2. Cohésion 3. Type de neige | 1. a) Nulle : avalanche de neige sèche ; b) Faible : avalanche de neige humide ; c) Forte : avalanche de neige mouillée 2. a) Faible : neige pulvérulente ; b) Modérée : plaque friable (tendre) ; c) Forte : plaque dure 3. a) Récente : aa) non ventée : neige fraîche ou λ ; ab) ventée : λ ou grains fins ; b) Évoluée : grains fins, faces planes, grains ronds                                |
| de départ    | Position du plan de glissement                                                    | - Dans l’épaisseur du manteau neigeux (avalanche de surface) - Sur le sol (avalanche de fond) |
| d'écoulement | Forme du terrain                                                                  | - Pente ouverte (avalanche de versant) - Couloir ou gorge (avalanche de couloir) |
| d'écoulement | Dynamique (ou Type d’écoulement)                                                  | - Avec nuage de particules de neige : - au niveau du front (avalanche en aérosol / Poudreuse) - derrière le front (avalanche avec panache) - Sans nuage (avalanche coulante) |
| d'écoulement | Neige reprise                                                                     | - Avec - Sans |
| d'écoulement | Présence de blocs                                                                 | - Avec (blocs tabulaires, glace, rochers, arbres) - Sans |
| d'arrêt      | Rugosité superficielle                                                            | - Faible (dépôt fin) - Forte (dépôt grossier : blocs, boules |
| d'arrêt      | Qualité de la neige                                                               | - Humide (dépôt humide) - Sèche (dépôt sec) |
| d'arrêt      | Souillure visible                                                                 | - Avec (avalanche souillée : terre, rochers, arbres) - Sans (avalanche propre) |

Le classement des avalanches dépend souvent de l'intérêt premier de l'observateur :
- le prévisionniste météorologique, le pratiquant de la montagne hivernale (randonneur, guide, moniteur, hors-piste…) va privilégier le type de déclenchement, en essayant d'affiner d'abord les conditions de ce déclenchement ; Une classification UNESCO 1981[21] décrit les causes de départ des avalanches.
- l'expert chargé d'un zonage, le chargé de sécurité d'habitations ou d'infrastructures menacées, va surtout s'intéresser au type d'écoulement en cherchant à mieux appréhender l'ampleur du phénomène.

Chacun d'eux pourra compléter sa description initiale par quelques éléments de l'autre approche. Assez fréquemment chaque hiver, le pisteur-secouriste doit aborder simultanément ces 2 approches. Lors de situations nivo-météorologiques relativement exceptionnelles (exemple : vigilance météorologique orange et surtout rouge), le maire de station de ski est également associé à ces travaux.
Pour chacun de ces critères, des avalanches mixtes, qui combinent une phase coulante et un aérosol, ou pour lesquelles le déclenchement est d'abord ponctuel puis en plaque, sont également possibles.

### Types de déclenchement
Les facteurs déclencheurs sont :
- une instabilité interne du manteau neigeux ;
- un impact ou une surcharge ponctuelle, externe au manteau neigeux.

#### Mécanique du déclenchement provoqué à cause humaine

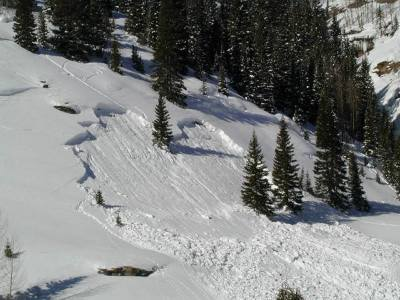
Vue de la fracture du manteau neigeux après le départ d'une plaque.

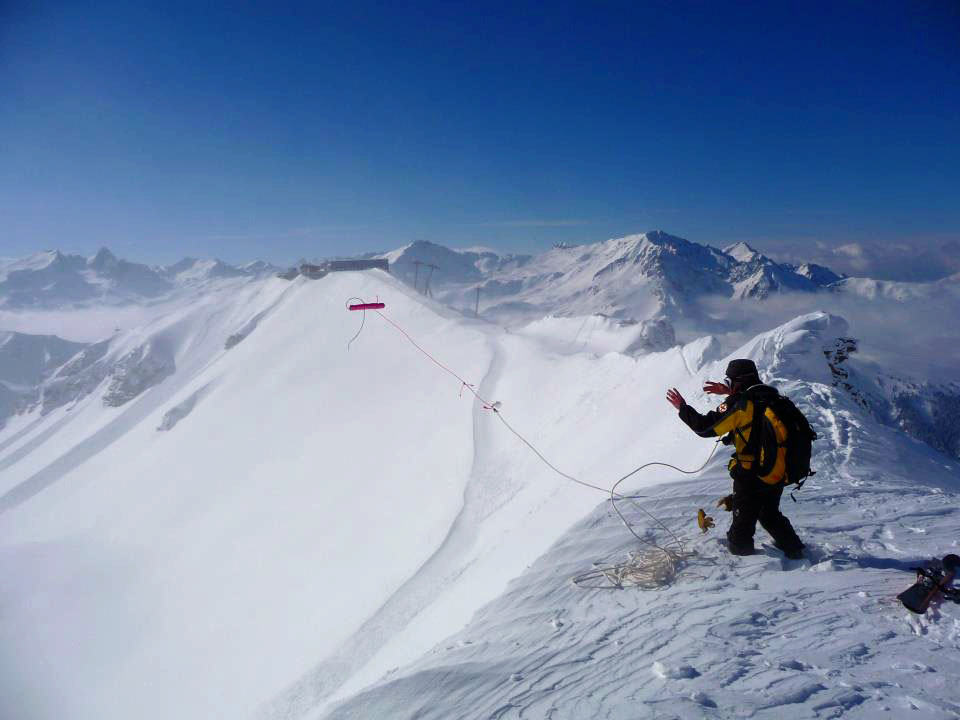
Un pisteur effectue un « tir lancé » d'explosif lors d'un plan d'intervention pour le déclenchement d'avalanche (PIDA).

On s'intéresse ici essentiellement au déclenchement d'une avalanche par un pratiquant de la montagne hivernale : skieur, snowboardeur, randonneur en raquettes… Dans la très grande majorité de ces cas, une fracture linéaire révèle l'instabilité du manteau neigeux dans une zone pentue : l'avalanche est alors dite « de plaque ». Ce type de déclenchement s'explique par la présence d'un empilement de couches de neige de différentes compositions :
- une couche quasiment sans cohésion, dite « couche fragile », enfouie et parfois très fine, se comportant un peu à la manière d'un château de cartes (lors de la rupture) puis d'un tapis roulant (lors de l'écoulement),
- une ou plusieurs couches superficielles, plus ou moins épaisses, qui constituent la masse principale qui dévale la pente.

À l'état initial, la couche supérieure reste stable grâce à sa propre cohésion qui lui procure une résistance à l'amont (traction), à l'aval (compression) et sur les côtés (cisaillement), mais aussi (voire surtout) grâce à la résistance au cisaillement de son interface avec la couche sous-jacente.
Il est difficile de décrire tous les mécanismes de déclenchement des avalanches, mais l'un d'entre eux semble correspondre à une majorité d'observations de terrain lors de déclenchements accidentels : lorsqu'une surcharge transmise jusqu'à la couche fragile dépasse sa capacité de portage, cette sous-couche s'effondre en compression, entraînant la rupture en cisaillement avec la couche située juste au-dessus (les deux modes de rupture peuvent être plus ou moins mêlés). En surface, on peut alors ressentir un léger affaissement, souvent accompagné d'un bruit caractéristique (« whump » ou « prouf » ou « whoumf ») ou de petites fissures visibles en surface.
La superficie concernée par cette double rupture de la couche fragile est fonction des caractéristiques de la neige superficielle, qui transmettra plus ou moins les contraintes à la couche fragile en fonction de son épaisseur et de sa rigidité (Module de Young). Si la rupture initiale dépasse un certain seuil en superficie, elle peut se propager (comme une déchirure dans un tissu) sur de grandes étendues, voire dans certains cas donner lieu à des déclenchements à distance.
Si la pente est suffisante, cette diminution des résistances de l'interface avec la couche sous-jacente suffit à rompre l'équilibre de la couche superficielle : le « whump » devient alors une avalanche.
Du point de vue des types de neige concernées, la neige superficielle peut être très variable, tant qu'elle n'a pas été fortement transformée par le dégel/regel, plus précisément tant :
- qu'elle est capable de retransmettre des contraintes à la couche fragile ;
- qu'elle est suffisamment fragile pour ne pas tenir en équilibre sans la résistance au cisaillement de la couche fragile.

Notamment, il n'est pas toujours besoin de vent pour former une plaque ; la plupart, dites plaques friables, sont faites de neiges poudreuses légères, très agréables à skier. On peut également trouver des départs en plaques de neige humide.
La couche fragile est beaucoup plus déterminante, et fait intervenir dans la plupart des cas des grains anguleux (faces planes ou gobelets), du givre de surface recouvert, de la neige roulée (grésil) ou, dans certains cas, une croûte de regel.
Les déclenchements avec un départ linéaire très étendu (plusieurs centaines de mètres) et / ou profond mettent en mouvement des volumes de neige très importants : ils sont susceptibles de faire de gros dommages aux bâtiments ou aux forêts. Avec ces ampleurs exceptionnelles, ces avalanches n'impliquent que très rarement les randonneurs.
Les déclenchements à fracture limitée (extension de quelques mètres à quelques dizaines de mètres ou superficielle), concernent souvent de la neige fraîche parfois encore en cours de chute (exemple : transportée par le vent) ou de la neige en cours d'humidification massive (pluie, redoux) : ils génèrent la plupart des accidents avalancheux.

#### Avalanches de plaques
Ces avalanches sont caractérisées dans leur zone de départ par une fracture linéaire du manteau neigeux, rupture en profondeur visible fréquemment en ligne brisée, qui génère ainsi la mise en mouvement d'une plaque de neige. Celle-ci peut être constituée de neige dure (cohésive) ou friable (poudreuse, parfois très légère). Ces avalanches impliquent très fréquemment une couche fragile sous-jacente de neige à faible cohésion, le plus souvent du givre de profondeur ou plus rarement du givre de surface enfoui, mais aussi parfois des plaques à vent dont le rôle peut toutefois être surestimé. Le départ de ces avalanches peut facilement s'étendre quasi instantanément sur une superficie importante, et mobiliser alors de très grandes quantités de neige, dans des zones parfois éloignées de la rupture initiale.
Ces avalanches dites de plaque sont assez facilement déclenchées par des skieurs ou par des randonneurs et ce sont celles qui font le plus de victimes. Si parfois on peut être alerté par des bruits de soufflement ou d'effondrement quand on évolue dessus, il est généralement très difficile de les reconnaître a priori.

#### Avalanches à départ ponctuel
Ces avalanches concernent des neiges avec peu ou pas de cohésion : poudreuse froide type faces planes, ou neige de fonte gorgée d'eau. Elles sont un peu moins dangereuses du fait des plus faibles quantités de neige mobilisées, et risquent moins d'emporter le pratiquant qui les déclenche car elles partent en dessous de lui.

#### Autres critères
Selon le facteur déclenchant, on peut également distinguer :
- les avalanches spontanées, dues à l'évolution naturelle du manteau neigeux ;
- les avalanches accidentelles, causées involontairement par une activité humaine ;
- les avalanches artificielles, déclenchées volontairement, très souvent avec une détonation aérienne (ex : à l'explosif) pour sécuriser une zone à risque en évitant les accumulations de neige trop importantes.

Selon la hauteur impliquée du manteau neigeux au départ, on distinguait jadis :
- l'avalanche superficielle : la rupture a lieu au sein du manteau neigeux ;
- l'avalanche de fond : l'ensemble du manteau glisse sur le sol.

### Types d'écoulement

#### Avalanches de neige coulante
Il s'agit de la forme d'écoulement par défaut des avalanches, qui peut donc concerner tout type de neige. Ces avalanches constituent un écoulement granulaire de neige, qui se comporte alors comme un fluide à seuil. Leur frottement interne, qui conditionne leur capacité à s'écouler sur des pentes très faibles, varie grandement en fonction de la qualité de la neige mobilisée : en premier lieu, la teneur en eau liquide (plus importante dans les neiges en cours de fonte) augmente le frottement interne.
Ces avalanches peuvent causer d'importants dégâts aux bâtiments du fait des masses de neige en mouvement, malgré leur vitesse parfois faible. Leur trajectoire suit la ligne de plus grande pente, mais n'est pas pour autant très facile à prévoir, car un dépôt d'une précédente avalanche peut suffire pour les dévier.

#### Avalanches poudreuses / en aérosol

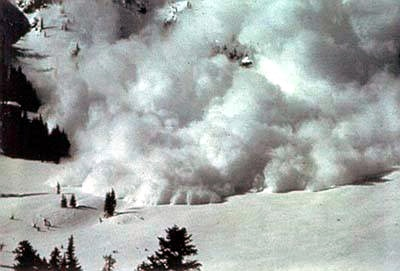
Avalanche en aérosol.

Petite avalanche poudreuse à Zinal (Suisse).

Pour générer une avalanche « poudreuse », en aérosol, il faut une neige sèche (= sans eau liquide) très froide et peu dense,, en quantité au départ et sur la pente (pour la reprise de neige), un écoulement rapide (plus de 20-25 m/s) ainsi qu'un impulseur de mise en suspension des particules de neige dans l'air (ex: ressaut topographique, petite barre rocheuse). La très forte turbulence ainsi créée forme un aérosol : un nuage de particules de glace en suspension (masse volumique moyenne jusqu'à 5 à 10 kg/m3) au front globuleux, qui se comporte comme un gaz alourdi par ces cristaux.
Ces avalanches spectaculaires se produisent souvent après d'abondantes chutes de neige fraîche, et dévalent la pente à très grande vitesse (100 à 350 km/h), sur une trajectoire assez rectiligne peu sensible à la configuration du terrain. Dans des configurations resserrées du terrain, elles peuvent produire une onde de pression/dépression dévastatrice (jusqu'à 3 bars de surpression) qui cause parfois d'importants dégâts soit aux massifs forestiers en brisant les arbres, soit à la toiture d'un chalet en l'arrachant et en la reposant plus loin, presque intacte. Elles sont capables de traverser des vallées et de remonter sur le versant opposé sur des hauteurs souvent impressionnantes (dizaines voire centaines de mètres).

#### Dynamique / Modélisation
L'avalanche de neige étant un écoulement gravitaire de fluide compressible, sa dynamique dépend :
- de la masse en mouvement : plus elle est importante, plus l'effet de l'inertie est significatif, plus l'écoulement est prolongé ;
- de la pente du parcours : plus elle est importante (jusqu'à la limite de la chute dans l'air), plus la vitesse de l'écoulement est forte ;
- des frottements occasionnés, au niveau du sol et dans l'air : ils sont très liés à la qualité de la neige concernée, notamment à sa cohésion, à sa densité et à sa température, essentiellement dans la zone de départ mais aussi dans les zones à l'aval, selon les possibilités variables de reprise de neige tout au long du parcours ; Le frottement au niveau du sol dépend aussi de la rugosité du sol (neige, pelouse, rochers, forêt, etc.)
- de sa masse volumique : plus elle est importante, plus l'écoulement est coulant, avec une tendance d'augmentation de la masse volumique ; plus elle est faible, plus l'écoulement est aérien (avec incorporation d'air) avec une tendance de diminution. Ce paramètre est souvent très variable à la fois dans l'espace, selon l'épaisseur de l'avalanche, et dans le temps, selon la durée de l'écoulement : un écoulement aérien au départ (= avec nuage de neige) peut être intégralement coulant (= sans aucun nuage de neige) beaucoup plus bas.

Accumulée en strates dans la zone de départ, la neige est une mousse solide ouverte qui se désintègre plus ou moins rapidement en fragments souvent de plus en plus petits, selon le type d'écoulement, laminaire ou turbulent, selon la vitesse atteinte et la qualité de la neige. Ensuite, avec une neige sèche et légère, une couche de saltation peut se former au-dessus puis, parfois, évoluer en suspension. Au contraire, lorsque la neige est humide et dense, des boules de différentes tailles se forment progressivement en surface.
Lors de l'arrêt de l'écoulement, la neige en mouvement se fige quasi instantanément, tout particulièrement si elle est compactée sur un obstacle.
La très faible poussée d'Archimède de l'avalanche provoque l'enfouissement de la plupart des victimes emportées, plus ou moins rapidement selon la masse volumique moyenne et selon l'épaisseur de l'écoulement.
La modélisation des avalanches est initiée au début du XXe siècle, notamment par le professeur genevois Lagotala en préparation pour les Jeux olympiques d'hiver de 1924 à Chamonix. Sa méthode a ensuite été développée par le suisse A. Voellmy en 1955 qui a utilisé une formule empirique simple, en traitant l'avalanche comme un bloc coulissant de neige se déplaçant avec une force de traînée proportionnelle au carré de la vitesse et à son débit. Plus tard, la formule et la méthode se sont perfectionnées notamment avec les modèles des Suisses Salm-Burkard-Gubler en 1990 et des Canadiens Perla-Cheng-McClung et sont devenues largement utilisées pour modéliser les avalanches coulantes.

### Échelle d'intensité d'avalanche
Cette échelle d'intensité peut s'appliquer aux événements constatés, à partir de l'analyse du phénomène physique, sans aucunement tenir compte des éventuelles conséquences humaines (ex : nombre de victimes). Il existe des avalanches classées exceptionnelles sans aucune victime et inversement.

## Prévention et protection individuelle

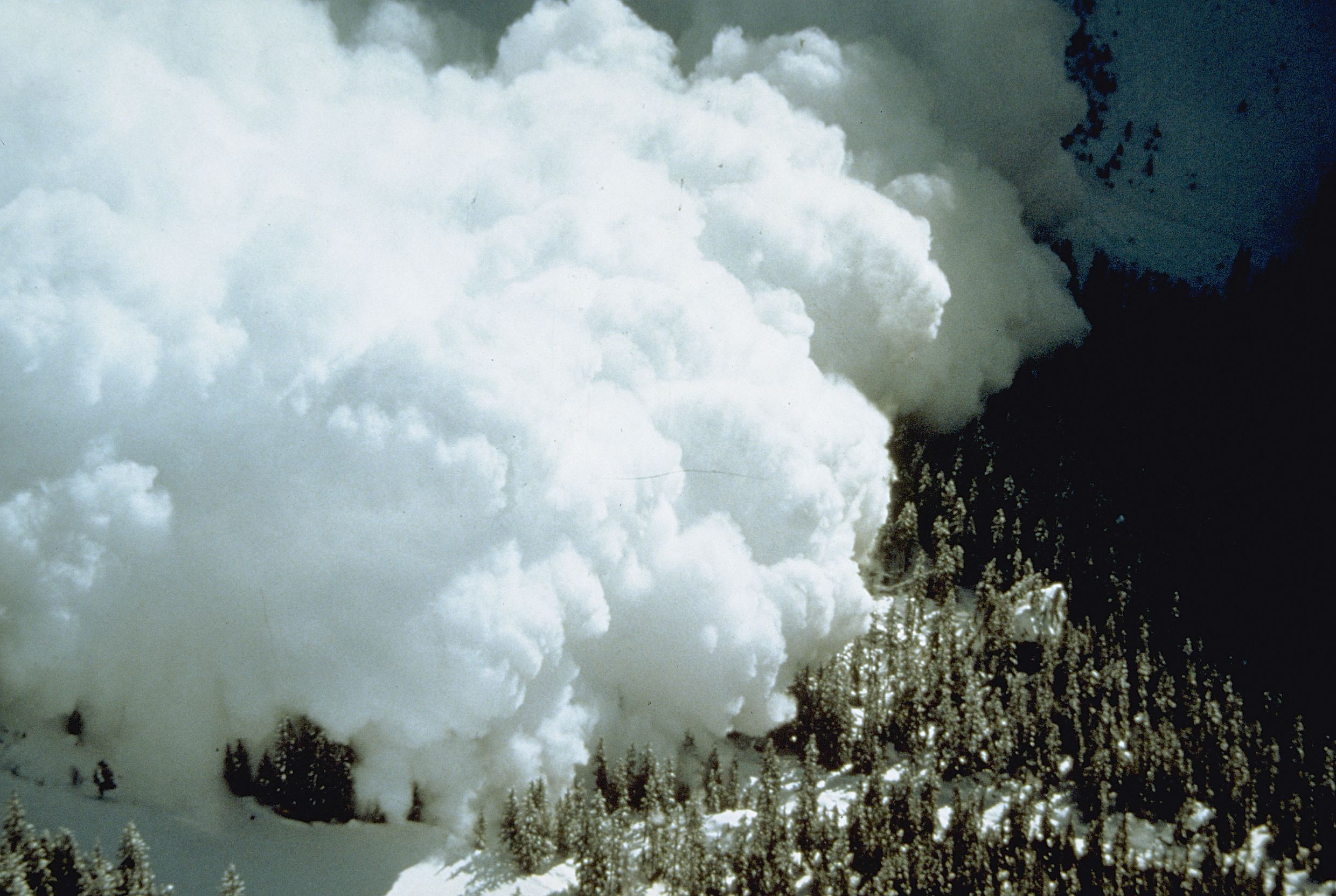
Forêt de protection et avalanche.

La puissance d'une avalanche est telle qu'elle emporte facilement tout élément sur son passage comme les êtres humains ou les animaux, les rochers, les arbres voire des secteurs entiers de forêts, mais aussi les pylônes, les bâtiments, etc. Dans certains cas, si la masse de neige en mouvement est suffisante, elle peut aussi bloquer un fond de vallée en constituant un barrage naturel temporaire sur un cours d'eau.
Chaque année, les avalanches sont à l'origine de nombreux accidents mortels en montagne, le plus souvent pour des skieurs (randonnées, hors-piste), parfois en alpinisme ou en raquettes, plus rarement sur des routes ou dans des bâtiments. L'ensevelissement sous la neige peut être limité si le skieur est équipé d'un airbag avalanche. Les chances de survie de personnes ensevelies sous une avalanche sont minces, de l'ordre de quelques minutes, rarement davantage. Si les sauveteurs sont éloignés des victimes, l'hélicoptère s'avère indispensable pour les acheminer sur le site de l'accident. Une fois sur les lieux, les sauveteurs utilisent des systèmes de localisation comme les détecteurs de victime d'avalanche, DVA, des chiens d'avalanche et des sondes (fines perches métalliques). Ils procèdent ensuite au déblaiement de la neige en portant l'effort sur les voies respiratoires de l'accidenté. L'efficacité du sauvetage dépend de la rapidité d'intervention, des moyens disponibles et de l'entrainement à leur utilisation. Une grande expérience de la montagne hivernale diminue notablement le niveau de risque, en ayant à l'esprit que le risque zéro n'existe pas. Toutefois, des outils simples d'évaluation des risques sont disponibles depuis le début des années 2000 comme la méthode 3x3, de Werner Munter ou le NivoTest, de Robert Bolognesi ou la méthode des 3 filtres décisionnels.
L'expertise étant nécessaire, mais pas suffisante, la prévention passe donc par l'utilisation d'un matériel de secours efficace et maîtrisé qui permet de limiter les conséquences d'une avalanche. Des comportements adaptés pourront également réduire le risque, en diminuant la probabilité de départ (espacement suffisant au sein d'un groupe) ou le nombre de victimes (une seule personne à la fois dans les zones dangereuses ou suspectées comme telles).
Il arrive également que des avalanches surviennent dans des zones habitées, causant de véritables catastrophes en détruisant les habitations et en ensevelissant leurs occupants. La prévention se fait alors dans le cadre de l'aménagement du territoire, en cartographiant les couloirs d'avalanches historiquement connus de mémoire d'habitants ou dans les archives, en évitant d'abord - grâce à cette connaissance du terrain - de bâtir dans ces zones à risque (zonage), ou en érigeant des paravalanches (râteliers ou forêts fixant la neige dans les zones de départ, tournes déviant l'avalanche vers des zones non habitées…), ou encore en gérant l'évacuation des habitants des zones à risque lors des périodes de très fort risque d'avalanche.
La gestion du danger d'avalanches a été inscrite au patrimoine immatériel de l'UNESCO,.

### Survie après ensevelissement

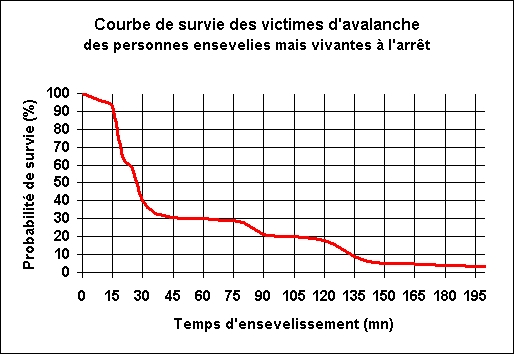
Probabilité de survie en fonction du temps passé enseveli.

Les chances de survie, en fonction de la durée d'ensevelissement de la personne dans une avalanche, sont environ de :
- 91 % entre 0 et 18 minutes ;
- 34 % entre 18 et 35 minutes ;
- 20 % entre 35 et 120 minutes ;
- 7 % après 140 minutes, la courbe se stabilisant à partir de là[37].

Ces statistiques ne tiennent pas compte des dommages éventuellement subis par la personne emportée par l'avalanche. Selon les sources, 10 à 20 % des victimes sont décédées à l'arrêt de l'avalanche. Exceptionnellement, des victimes sont retrouvées vivantes après plusieurs dizaines d'heures (une vingtaine d'heures dans un cas). Il est donc vital d'adopter une stratégie permettant de dégager les victimes avant le quart d'heure fatidique, au moins pour leur permettre de respirer : tout doit être mis en œuvre sans délai avant l'arrivée des secours, par les survivants ou les témoins de l'accident.
Le traitement du patient relève généralement de la médecine d'urgence et de la traumatologie. Les médecins et secouristes disposent maintenant de procédures de diagnostic différentiel et de protocoles adaptés,.
En présence d'un grand nombre de victimes, il peut être nécessaire de « trier » sur place les patients selon la gravité de leurs traumatismes.
Dans tous les cas, et dans des conditions souvent difficiles (froid, manque de matériel…), il faut gérer les effets combinés et synergiques du froid (hypothermie), du manque d'oxygène et d'un excès de CO2 dans le sang (hypoxie et hypercapnie,) et d'éventuels traumatismes physiques (fractures, entorses, déchirures, écrasement, gelures, etc.), sachant que l'hypercapnie repousse le seuil à partir duquel l'organisme produit des frissons, ce qui accélère la vitesse de refroidissement du corps humain pris dans le froid,.
Les systèmes techniques de « survie » sont des systèmes de protection et survie in situ à l'attention des alpinistes et des skieurs ou des militaires en opération et reposent sur un émetteur/balise permettant une localisation plus facile et rapide par les secours, une combinaison protégeant mieux du froid, un système inspiré du coussin gonflable de sécurité automobile (« airbag ») et/ou la création d'une « poche d'air » facilitant la respiration de la victime ou encore l'élimination du CO2 exhalé.

### Recherche des victimes d'avalanches
La méthode la plus efficace actuellement pour la recherche des victimes d'avalanche est l'utilisation du détecteur de victimes d'avalanches (DVA, anciennement appelé ARVA), qui permet de localiser rapidement les personnes enfouies portant l'appareil en mode émission. Ensuite l'utilisation d'une sonde permet une localisation précise de la victime par contact physique. Enfin, le dégagement de la victime s'effectue à l'aide de la pelle en creusant la neige qui, en fonction de sa consistance, peut rendre l'opération physiquement pénible et particulièrement chronophage.
Le temps imparti pour mener à bien ces trois phases de secours est d'un quart d'heure environ, ce qui implique qu'elles soient exécutées avec une très grande efficacité et une coordination sans faille.
Le triptyque DVA-pelle-sonde doit constituer l'équipement de base de tout freerider et faire l'objet d'un entraînement régulier à la recherche par DVA, puis à la sonde et enfin à la pelle sans négliger les autres aspects du secourisme : éviter le sur-accident, alerter les secours et porter les premiers soins aux victimes.
D'autres appareils ont été développés dans le but d'accroître les chances de survie des victimes, ainsi les sacs à dos Airbag sont-ils intéressants dans la mesure où ils évitent en grande partie l'ensevelissement.
On peut aussi citer l'Avalung, qui permet d'éviter les risques de suffocation lorsqu'une victime est prise au piège sous une épaisseur de neige qui peut atteindre plusieurs mètres. Cependant, un inconvénient majeur commun à ces deux appareils est de nécessiter une action de la victime pour les mettre en œuvre au moment du départ de l'avalanche.

### Échelles de risque d'avalanche

#### Échelle européenne
Depuis 1993, l'échelle européenne identifie cinq niveaux de risque (de 1 à 5, le risque 0 n'existant pas) basés sur l'accentuation et l'extension géographique de l'instabilité du manteau neigeux. Elle s'applique à l'échelle d'un massif sans distinction de versant ou d'heure. Elle hiérarchise l'alerte météorologique.
Depuis 2012 l'European Avalanche Warning Service, EAWS, propose une nouvelle échelle européenne, :
| Indice de risque | Icône | Stabilité du manteau neigeux                                                                                     | Probabilité de déclenchement |
| ---------------- | ----- | --- | --- |
| 5 - Très fort    |       | Le manteau neigeux est généralement peu consolidé et largement instable.                                         | De nombreux départs spontanés de très grandes avalanches, parfois d'ampleur exceptionnelle, sont à attendre, y compris en terrain peu raide*. |
| 4 - Fort         |       | Le manteau neigeux est faiblement stabilisé dans la plupart des pentes raides*.                                  | Déclenchements d’avalanches probables même par faible surcharge** dans de nombreuses pentes raides*. Dans certaines situations, de nombreux départs spontanés de grandes, et parfois très grandes, avalanches, sont à attendre.                                                                   |
| 3 - Marqué       |       | Le manteau neigeux n’est que modérément à faiblement stabilisé dans de nombreuses pentes raides*.                | Déclenchements d’avalanches possibles parfois même par faible surcharge** et dans de nombreuses pentes raides*, surtout dans celles généralement décrites dans le bulletin. Dans certaines situations, quelques départs spontanés de grandes, et parfois très grandes avalanches, sont possibles. |
| 2 - Limité       |       | Le manteau neigeux n’est que modérément stabilisé dans quelques pentes raides*, sinon en général bien stabilisé. | Déclenchements d’avalanches possibles surtout par forte surcharge** et dans quelques pentes raides*, généralement décrites dans le bulletin. Des départs spontanés de très grandes avalanches ne sont pas à attendre.                                                                             |
| 1 - Faible       |       | Le manteau neigeux est généralement bien consolidé et stable.                                                    | Les déclenchements d'avalanches ne sont en général possibles que par forte surcharge** dans des endroits isolés au terrain raide extrême*. Seules des coulées ou des avalanches de taille moyenne peuvent se produire spontanément.                                                               |

Légende :
- La localisation des pentes les plus dangereuses est généralement précisée dans le bulletin (par ex. altitude, orientation, topographie, etc.)
  - Terrain peu raide : pentes moins raides qu'environ 30 degrés
  - Pente raide : pente plus raide qu'environ 30 degrés
  - Terrain raide extrême : particulièrement défavorable notamment en ce qui concerne l’inclinaison (plus raides qu'environ 40 degrés), la topographie, la proximité des crêtes ou la nature du sol
- Surcharges :
  - faible : par exemple skieur/surfer isolé évoluant en douceur et sans tomber, raquettiste, groupe avec distances d'espacement entre eux (d'au moins 10 m)
  - forte : par exemple plusieurs skieurs/snowboarders sans distances d‘espacement entre eux; dameuse; tir d‘un explosif
- Départ spontané: sans intervention humaine

L'échelle européenne de risque avalanche EAWS a été adoptée depuis 2017 dans les domaines skiables français pour indiquer aux usagers le danger relatif aux avalanches. Auparavant, c'est un système composé de trois drapeaux qui servait à prévenir du risque avalanche dans les zones concernées. Après une phase d'expérimentation, ce sont finalement cinq pictogrammes colorés et accompagnés d'un texte explicatif que l'on retrouve à la place des drapeaux. Dans la plupart des domaines, notamment ceux situés sur deux pays, les consignes sont traduites dans plusieurs langues (en anglais, en allemand, en italien, en catalan et en néerlandais).

#### Échelle nord-américaine
Depuis la fin des années 1990, une échelle nord-américaine de risque d’avalanche aide les utilisateurs de l’arrière-pays à prendre de meilleures décisions fondées sur les risques lorsqu’ils accèdent à un terrain avalancheux. Cette échelle améliore la clarté et l’utilité des méthodes de communication au public en ce qui concerne le danger et le risque d’avalanche, notamment par les couleurs et les icônes utilisés.
C'est un système d’avertissement à cinq niveaux, comme l'échelle européenne, qui indique pour chacun d'eux la probabilité de déclenchement d’une avalanche, la taille et l’étendue des phénomènes envisagés et qui recommande des mesures à prendre pour ceux qui se déplacent en hors-pistes ou en randonnée.

## Protection paravalanche
Il est possible de déclencher volontairement des avalanches à titre préventif, pour sécuriser un domaine. Plusieurs techniques sont utilisées : le déclenchement par charge explosive, par explosion gazeuse ou par canon.

## Les dispositifs d'observation des avalanches en France

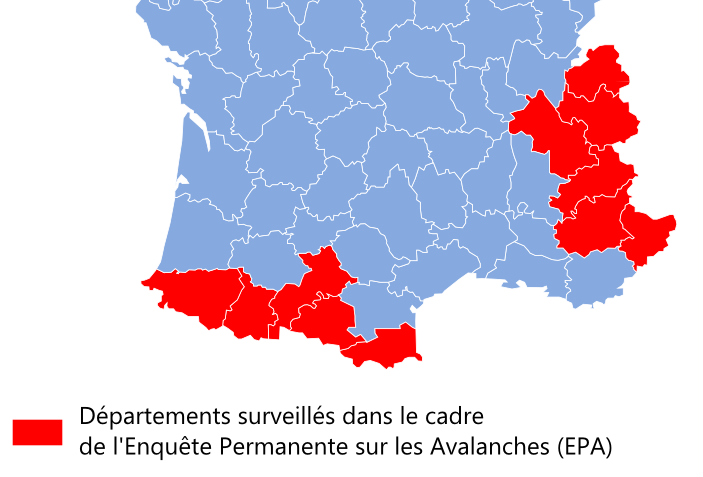
Carte départementale en France.

En France, IRSTEA (Cemagref avant 2012) (unité Erosion torrentielle, neige et avalanches à Grenoble) et l'ONF (agences et services de restauration des terrains en montagne) sont responsables, pour le compte du ministère chargé de l'environnement, des deux dispositifs opérationnels d'observation des avalanches, dans les 11 départements des Alpes et des Pyrénées :
- l'enquête permanente sur les avalanches (EPA) est une chronique d'environ 80 000 événements d'avalanches sur environ 3900 sites sélectionnés, commencée à partir de 1900 ;
- la carte de localisation des phénomènes d'avalanches (CLPA) est une carte-inventaire des avalanches, reportant l'enveloppe des événements observés (emprise) sur 8 000 km2, commencée en 1971.

Conduits selon des procédures fixes, ces deux dispositifs permettent de disposer de lots de données homogènes et systématiques. Les données de l'enquête (EPA) servent principalement à l'analyse fréquentielle des événements, alors que la carte (CLPA) est utilisée pour l'étude des propriétés spatiales des phénomènes. Leurs informations sont publiques et servent de données d'entrée objectives pour la plupart des analyses de l'aléa ou du risque d'avalanche, notamment pour l'urbanisme ou plus généralement l'aménagement du territoire.
De plus, une classification des sites habités sensibles aux avalanches, sur l'ensemble de la France, permet une évaluation rapide du risque avalanche dans plus de 1400 secteurs répartis sur 17 départements (Ain, Alpes de Haute-Provence, Hautes-Alpes, Alpes-Maritimes, Ariège, Corse-du-Sud, Haute-Corse, Drôme, Haute-Garonne, Isère, Puy-de-Dome, Pyrénées-Atlantiques, Hautes-Pyrénées, Pyrénées-Orientales, Haut-Rhin, Savoie et Haute-Savoie) et 292 communes.
Les données de ces trois dispositifs sont présentées et consultables sur le portail dédié. La CLPA est également consultable en mairie.
L'ANENA, Association nationale pour l'étude de la neige et des avalanches, gère la base française des accidents d'avalanche.
Certains sites Internet enregistrent également des collections d'événements (ex : data-avalanche).

## Listes d'avalanches
L'article détaillé liste différentes avalanches mortelles historiques survenues en France, en 3 tableaux :
- Avalanches avec mort(s), sur habitation(s),
- Avalanches avec mort(s), au moins 3 fois sur un même site,
- Avalanches avec au moins 5 morts dans le même évènement, depuis l'année 1950.